# Корична кислота
Кори́чна кислота́ — органічна сполука класу фенілпропаноїдів. Кристалічна сполука, зі специфічним запахом, поганорозчинна у воді, добре — в спирті та діетиловому ефірі, Tпл = 133 °C, Tкип = 300 °C.
Поширена в рослинному світі. Є одним з головних попередників у процесі біосинтезу багатьох природних сполук, зокрема, лігнінів, лігноцелюлози, флавоноїдів, ізофлавоноїдів, кумаринів, стильбенів, катехінів і багатьох інших.